# Mâle dominant
En zoologie, la théorie du mâle dominant ou mâle alpha suggère qu'un individu de sexe masculin d'un groupe d'animaux domine sur les autres pour l'accès à la reproduction et à la nourriture, et que les autres membres le suivent, lui obéissent ou se soumettent. Chez certaines espèces, cet individu peut éventuellement être une femelle dominante ou un couple dominant, comme par exemple chez les loups. 
Désormais, cette théorie popularisée en 1970 par David Mech dans son livre The Wolf: Ecology and Behavior of an Endangered Species est considérée comme invalidée par les recherches ultérieures et a été désavouée par David Mech lui-même.

## Théorie initiale: le cas des loups
En 1947, Rudolf Schenkel de l'Université de Bâle, qui a fondé ses recherches sur le comportement de loups gris en captivité, met en place une terminologie qui fera date sur la sociologie des meutes de loups : celles-ci se composeraient d'individus rivalisant entre eux pour la domination, les loups gris dominants étant appelés le mâle et la femelle « alpha », et « bêta » et « oméga » pour les loups subordonnés. Selon ce modèle, de violents combats entre mâles menaient à l'élection d'un « mâle alpha », seul autorisé à se reproduire avec la « femelle alpha », et tous deux conservaient leur place par l'intimidation agressive des autres membres de la meute. 
Ce point de vue sur la dynamique de la meute de loups gris a été plus tard popularisé par Lucyan David Mech dans son livre de 1970 The Wolf: Ecology and Behavior of an Endangered Species. 
Des recherches ultérieures sur les loups gris sauvages ont révélé que la meute est en réalité une famille composée d'un couple fondateur et de sa progéniture des 1 à 3 années précédentes, et que ces prétendus « alpha » étaient en réalité les parents du reste de la meute, et que l'agressivité avait essentiellement un rôle pédagogique, les parents s'arrogeant la primeur des proies. Les jeunes matures s'excluent par la suite eux-mêmes du groupe pour fonder de nouvelles meutes. 
Le concept a connu un tel succès qu'il s'est largement exporté, et en particulier hors du champ de la zoologie et notamment ceux de la politique et de la sociologie (essentiellement hors du champ universitaire), ce que regrette son concepteur.

## Cas des singes
Les mâles dominants macaques ou chimpanzés « montent » les autres mâles en simulant une copulation comme acte de domination[source insuffisante]. 
Une étude publiée en 2011 par Tiddi et ses collaborateurs dans la revue American Journal of Primatology a étudié trois groupes de Cebus apella nigritus (Capucin brun de la famille des Cebidae) sauvages dans le parc National Iguazú en Argentine pendant une période de non-reproduction (septembre 2007 à avril 2008) : un groupe de 27 individus comportant 18 femelles ; et deux autres de taille moyenne composés de 13 et 16 sujets avec respectivement 5 et 4 femelles. 260 heures de vidéo, focalisées sur chaque sujet mature, ont été enregistrées en essayant d'obtenir la même quantité de vidéo pour chaque sujet, malgré la densité de la végétation. En utilisant la théorie des réseaux sociaux, les auteurs ont analysé le réseau de toilettage (grooming network) et la proximité spatiale (proximity network) entre les différents sujets mâles et femelles. Les résultats suggèrent une préférence des femelles pour un mâle seulement dans le réseau de proximité, indiquant un niveau de centralité du mâle alpha dans l'organisation spatiale du groupe. Ce résultat ne tient plus pour le réseau de toilettage : le mâle alpha ne semble pas tenir une position centrale dans le réseau de toilettage. Les auteurs notent que les vidéos de toilettage étaient moins nombreuses que celles de proximité, et que les résultats sur la centralité des mâles alpha doivent être interprétés avec précaution. Les données suggèrent aussi que seul le rang de dominance des femelles permettraient d'expliquer les variations dans l'association entre femelles et mâle alpha, indiquant que les femelles de haut rang dans la hiérarchie de dominance passaient plus de temps près du mâle ; et que les femelles ayant une haute centralité dans le réseau de proximité femelle-femelle sont aussi plus associées spatialement avec le mâle alpha. Les auteurs soulignent que d'autres hypothèses pourraient expliquer ces variations : compétition entre femelles pour le mâle alpha, préférence du mâle alpha pour la femelle dominante, etc.; les auteurs indiquant que les résultats étant corrélationnels il était difficile de départager ces hypothèses.

## Hommes
(février 2025).
« Le concept de mâle alpha dans l'humanité, répandu dans certains médias, n'est soutenu par aucune donnée scientifique sérieuse : la valorisation des individus dépend essentiellement du contexte et du ressenti ponctuel des autres individus. » 
 (février 2025).

Pour l'anthropologue Mélanie Gourarier : 

« Le mâle alpha n’existe pas. Ni en tant qu’homme, ni en tant que personnage disposant de qualités qui seraient définies une fois pour toutes. Le mâle alpha, c’est ce qu’on projette comme étant la masculinité idéale. C’est un concept vide que l’on remplit. »